# 笹屋ホテル
笹屋ホテル（ささやホテル）は、長野県千曲市の戸倉上山田温泉にある日本旅館。

八光グループの医療機器メーカーである株式会社八光のホテル事業部として運営されている。

## 概要
1903年（明治36年）開業の由緒ある老舗旅館で、三千坪の敷地に鯉が遊ぶ日本庭園や、旧帝国ホテルを手がけたフランク・ロイド・ライトに師事した最初の日本人建築家、遠藤新が1932年（昭和7年）にデザイン・建築した数寄屋造りの代表的建築物「豊年虫」（登録有形文化財）を有し、日本建築の伝統にホテルの手法を持ちこんだ非常に斬新なスタイルで、近代観光旅館建築のモデルとなった。
また、1967年（昭和42年）「日本中華料理の父」「四川の神様」などと呼ばれた、陳建民に依頼し開業、本格四川料理店として長野に四川の灯をともした中華レストラン「杏苑」を有し、現在は赤坂四川飯店社長で子息である、陳建一に受け継がれている。
日本旅館の伝統を大切に守り続けている数少ないホテルであるため、第125代天皇明仁をはじめとする皇族や、1998年（平成10年）の長野オリンピック大会時には、当時の国際オリンピック委員会会長サマランチなど、著名人の利用も多い。

## 関連人物
- 上皇明仁
- 阿部貞著
- 遠藤新
- 柿崎順一
- 志賀直哉
- 陳建一
- 陳建民
- 竹久夢二
- フアン・アントニオ・サマランチ
- フランク・ロイド・ライト